# Ivánbattyán
Ivánbattyán (Duits: Ivan) is een plaats (község) en gemeente in het Hongaarse comitaat Baranya. Ivánbattyán telt 156 inwoners (2001).